# Schmalspurbahn Grundhof–Befort
| |                     |                                                         |             |
| Spurweite: | 1000 mm (Meterspur) |                                                         |             |
| Minimaler Radius: | 100 m               |                                                         |             |
| Streckengeschwindigkeit: | 15 km/h             |                                                         |             |
| |                     |                                                         |             |
| \| \| 0,000 \| \| \| \| \| \| \| \| \| \| 0,224 \| Grundhof (Anschluss an Strecke Ettelbrück–Grevenmacher) \| 172 m \| \| \| \| \| \| \| \| 1,825 \| Spitzkehre 1 \| 216 m \| \| \| 3,139 \| Spitzkehre 2 \| 249 m \| \| \| 5,537 \| Spitzkehre 3 \| 322 m \| \| \| 6,70 \| Steinbrüche \| Steinbrüche \| \| \| 7,255 \| Befort \| 368 m \| \| \| 7,367 \| \| \| |                     |                                                         |             |
| | 0,000               |                                                         |             |
| |                     |                                                         |             |
| Bahnhof (Strecke außer Betrieb) | 0,224               | Grundhof (Anschluss an Strecke Ettelbrück–Grevenmacher) | 172 m       |
| |                     |                                                         |             |
| Abzweig nach rechts und von rechts (Strecke außer Betrieb) | 1,825               | Spitzkehre 1                                            | 216 m       |
| Abzweig nach links und von links (Strecke außer Betrieb) | 3,139               | Spitzkehre 2                                            | 249 m       |
| Strecke von links (außer Betrieb) · Abzweig geradeaus, von links und von rechts (Strecke außer Betrieb) · Strecke von rechts (außer Betrieb) | 5,537               | Spitzkehre 3                                            | 322 m       |
| Betriebs-/Güterbahnhof Streckenende (Strecke außer Betrieb) · Strecke (außer Betrieb) | 6,70                | Steinbrüche                                             | Steinbrüche |
| Bahnhof (Strecke außer Betrieb) | 7,255               | Befort                                                  | 368 m       |
| | 7,367               |                                                         |             |

Die Schmalspurbahn Grundhof–Befort war eine meterspurige Schmalspurbahn in Luxemburg. Die circa 7 km lange Bahnstrecke führte von Grundhof im Tal der Sûre auf die Höhen der südlichen Ardennen.

## Geschichte
Gebaut wurde die Bahnstrecke von der Prinz-Heinrich-Eisenbahn- und Erzgrubengesellschaft, zur Überwindung des Höhenunterschieds von circa 200 m mussten drei Spitzkehren angelegt werden.
Die Schmalspurbahn wurde am 8. November 1904 von Grundhof bis zu den Steinbrüchen eröffnet. Zunächst diente die Strecke nur zum Abtransport des bei Befort und Reisdorf gebrochenen Sandsteins. Am 6. November 1911 wurde die Verlängerung von der dritten Spitzkehre bis zum Ort Befort eröffnet und fortan auch Personenverkehr durchgeführt. Der Verkehr auf der Schmalspurbahn wurde 1948 eingestellt.
Für die Strecke wurden eigens zwei Tenderdampflokomotiven der Baureihe N beschafft. Für den Personenverkehr standen mehrere zweiachsige Wagen zur Verfügung, der Güterverkehr wurde mit Rollböcken durchgeführt.

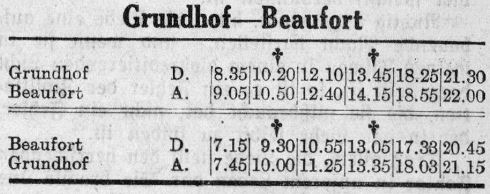
Fahrplan 1934